# 楠かつのり
楠 かつのり（くすのき かつのり）は、音声詩人、映像作家。「詩のボクシング」の日本朗読ボクシング協会代表。ロボット&人工知能アート研究所所長。関東学院大学名誉教授。

## 人物
1997年に自分のことばを声にして伝え合う競技「詩のボクシング」を始める。一般参加によるトーナメントの「詩のボクシング」大会は、これまでに43都道府県で行われ、2001年からは毎年全国大会も開催されている。中でも「詩のボクシング」については、テレビ、ラジオ、新聞、雑誌などのマスメディアで紹介されている。また、コミュニケーション能力が高まるとされ、全国各地の小・中・高校の教育の場にも取り入れられている。
1980年代に家庭用ビデオカメラを使った映像表現で注目を浴び、それ以降映像表現におけるさまざまな試みを重ねている。JAPAN'87ビデオ・テレビ・フェスティバル（青山スパイラルホール）、「日本の前衛展～筆からワープロへ～」（パリ・ポンピドゥーセンター）、第2回ふくい国際ビデオ・ビエンナーレ（福井県立美術館）に作品提供、ワークショップ「ビデオ・トマソン」（東京都写真美術館）、長編作品「夏の時間」上映（草月ホール）他。また、魚眼写真を使った独自の視点でのプラネタリウム上映用作品を制作（宮崎科学技術館）や3D（立体）映像ワークショップ（横浜美術館）を行っている。ウェアラブルカメラやドローンを使った独自のカメラ目線でケーブルテレビ局での番組を制作。
1997年に始まった「詩のボクシング」が2017年で20周年を迎えるに当たり、誰でもが参加できる表現の場として禅と映像と言葉リズムによる三々五々を始める。また、大学教員時代に力を入れていたロボットと人工知能の応用による新たなアート表現及びデープラーニング（深層学習）を利用したニューラル翻訳の教育への具体的な応用と日常生活での利用方法の研究を継続している。

## 経歴
1954年8月15日生まれ。岡山県津山市出身。ドイツのハイデルベルク大学及びマインツ大学に留学してドイツ文学、哲学を専攻。特にベルトルト・ブレヒトを研究した。
ドイツ留学後、詩人の谷川俊太郎の助手を勤める。同時期に小劇団を結成。主宰者であると同時に、座付き作家と演出を担当。演劇表現に身の回りの物を題材に使ったブリコラージュの手法を演劇表現に取り入れたことで評価を得る。

## 著書
- 1.「うたおうこどものバイエル～全3巻～」（ばるん舎、共著） 監修：中田喜直・谷川俊太郎 作詞者＝川崎洋、中川ひろたか、木島始、阪田寛夫、まど・みちお、楠かつのり他 子供のピアノの練習曲（バイエル）に歌詞が付いていれば、子供たちも楽しく唄いながら練習をすることができるだろうと歌詞を付ける。担当したバイエルの番号：5、17、29、53、65、77、87、99
- 2.「メディアNOW」（学陽書房、共著） 共著者=佐野山寛太、谷川晃一、川本三郎、柏木博、中野収、八木誠一、猪瀬直樹、紀田順一郎、栗本慎一郎、吉本隆明、田村紀雄、横山紘一、早川義夫、楠かつのり他 1980年代のメディアの新たな動きを各界の著名人が様々な視点から捉える。楠は、ホームユースのビデオカメラが新しい情報を形成し提供する可能性について論じる。
- 3.「1/2 ビデオ論」（弘隆社、共著、全項目担当） 家庭用ビデオカメラの映像表現の可能性をビデオ映像のみの表現にとどまらずコンピュータ・グラフィックス、ハイビジョンまでも視座に入れて論じる。
- 4. 「ビデオ術・遊んで見よう」（晶文社、単著） 家庭用ビデオカメラを使うことによって表現を試みる人々への入門書。家庭用ビデオカメラの歴史からその可能性を著者の仕事を通して様々な視点から論じる。ビデオ作品の具体的な上映方法やCATVへのアクセスの仕方、 またCDーROM などの情報形態についても触れる。
- 5.「コミュニケーション事典」（平凡社、 [担当]ビデオ及び映像） 編集=鶴見俊輔・粉川哲夫 コミュニケーションを日常の様々な交流の場に生まれるものとして捉え、そ の場を提供している事象や事柄、メディアなどを再定義するために組まれた事典。
- 6.「ビデオ作家の視点」（平凡社、単著） 映像表現の可能性をマルチメディアの視点で捉え論じる。
- 7.「ビデオムービーの達人」(平凡社、単著) ビデオカメラの持つ可能性を具体的な使用法を紹介しながら論じたもので、その論点はごく入門的なビデオカメラの使い方からビデオアートの表現にまで及ぶ。
- 8.「これは見えないものを書くエンピツです～プライベート・ビデオ講座～」(フィルムアート社、共著=谷川俊太郎・楠かつのり）
- 9.映像詩集「ペーパービデオ・インスタレーション 」(思潮社、単著) ビデオカメラで撮った映像からワンフレームの映像をビデオプリンターを使ってプリントし、そのプリントによってデザイン構成されたイメージから詩的な言語表現の成立を試みた映像詩集。
- 10. 「プライベート映像の力～マルチメディアの基礎～」(思潮社、単著) ビデオアートの表現の可能性と問題点、映像出版の可能性と問題点、衛星放送の可能性と問題点、コンピュータ表現及びマルチメディアの可能性と問題点、バーチャルリアリティ・アーティフィシャルリアリティの可能性と問題点などを論じた評論集。
- 11.「詩のボクシング 声の力[CD付き]」(東京書籍、単著) 1999年
- 12.「詩のボクシング」って何だ!?(新書館、単著) 2002年
- 13. 「からだが弾む日本語」（宝島社、単著） 2002年 「詩のボクシング」の創始者が、暮らしの中で磨きこまれた日本語を通じて「言葉の身体化」を提唱。巻末収録インタビュー：「声に出す日常の言葉」をテーマに著者の楠かつのりが、永六輔、養老孟司、阿川佐和子の3氏と語る。
- 14.文庫版「からだが弾む日本語」（宝島社、単著） 2005年
- 15.「詩のボクシング 声と言葉のスポーツ」（東京書籍、単著) 2005年
- 16. 「話したい、話せない、『話す』の壁」（ゆまに書房、共著） 2006年 共著者=久世光彦、金田一秀穂、糸井重里、ピーター・バラカン、平田オリザ、天野祐吉、中野翠、楠かつのり他 雑誌「世界」（岩波書店）に第2回「詩のボクシング」全国大会と「詩のボクシング」が引き起こした日本語ブームについて発表した論文を再録。他多数。